# シドニア (曲)
「シドニア」は、angelaの楽曲。atsukoが作詞、atsukoとKATSUが作曲を手掛けた。ユニットの21枚目のシングルとして、2014年5月21日にスターチャイルドから発売された。

## 音楽性
本曲は、テレビアニメ『シドニアの騎士』のオープニングテーマに起用された。
アニメサイドからはヨーロッパの国歌を思わせるDNAを揺さぶる曲とのオーダーを受けたが、作品自体が日本にこだわりを持っているため、「巨人の星」や「水戸黄門」に通じる日本の行進曲のような楽曲に仕上げたという。行進曲にはトランスの要素も加味されているが、これは劇中の文字が全て自前でEDMを思わせるため、入れたという。なお、サビのコーラス部分ではゲストボーカルとして米倉千尋が参加している。

## シングルリリース
2014年5月21日にスターチャイルドから発売された。angelaのシングルとしては前作「ANGEL／遠くまで」から半年ぶりのリリースとなる。
2曲目の「My Life」は、戦地に赴いたものの結局は敵軍に負けることを歌った曲で、制作は2013年に行われた。

## シングル収録内容
| 全作詞: atsuko、全作曲: atsuko、KATSU、全編曲: KATSU。 |                                   |        |               |      |
| #                                                      | タイトル                          | 作詞   | 作曲・編曲    | 時間 |
| 1.                                                     | 「シドニア」                      | atsuko | atsuko、KATSU | 4:23 |
| 2.                                                     | 「My Life」                       | atsuko | atsuko、KATSU | 4:29 |
| 3.                                                     | 「シドニア（off vocal version）」 | atsuko | atsuko、KATSU | 4:22 |
| 4.                                                     | 「My Life（off vocal version）」  | atsuko | atsuko、KATSU | 4:26 |
| 合計時間:                                              | 合計時間:                         | 19:15  |               |      |

## チャート
| チャート（2014年）            | 最高位 |
| ----------------------------- | ------ |
| オリコン                      | 19     |
| Billboard JAPAN Hot 100       | 31     |
| Billboard JAPAN Hot Animation | 11     |

## 受賞
2014年10月、第19回アニメーション神戸賞において主題歌賞（ラジオ関西賞）を受賞した。
2019年3月1日には、ソニー・ミュージックエンタテインメントのアニメソング人気投票キャンペーン「平成アニソン大賞」において特別賞（2010年 - 2019年）に選出された。

## カバー
- Photon Maiden - 『D4DJ Groovy Mix カバートラックス vol.1』に収録。